# Garrí rostit
El garrí rostit, també conegut com a porcella mallorquina o porcella provençal és una preparació culinària que consisteix a rostir al forn un garrí sencer jove, concretament, en període de lactància.
En la seva versió medieval, es procedeix a treure la levada o freixura i bullir-la amb ous i pa per farcir el porc abans de posar-lo a l'ast. Depenent de la zona es posen unes o altres espècies i ingredients (alls, safrà, pebre...)
En la seva versió castellana, el garrí es cou en una cassola de fang fins que la superfície de l'animal quedi daurada i cruixent, i se serveix ben calent i acompanyat de vi negre. Aquest plat es va fer popular a les fondes castellanes al segle xvii i encara avui forma part de la cuina castellana.